# Eupetinus brevicornis
Eupetinus brevicornis är en skalbaggsart som beskrevs av Scott 1908. Eupetinus brevicornis ingår i släktet Eupetinus och familjen glansbaggar. Inga underarter finns listade i Catalogue of Life.